# Festival de la fiction TV de Saint-Tropez 2001
La 3e édition du Festival de la fiction TV s'est déroulée à Saint-Tropez, du 20 au 22 septembre 2001.   

## Jury
Le jury était composé de :

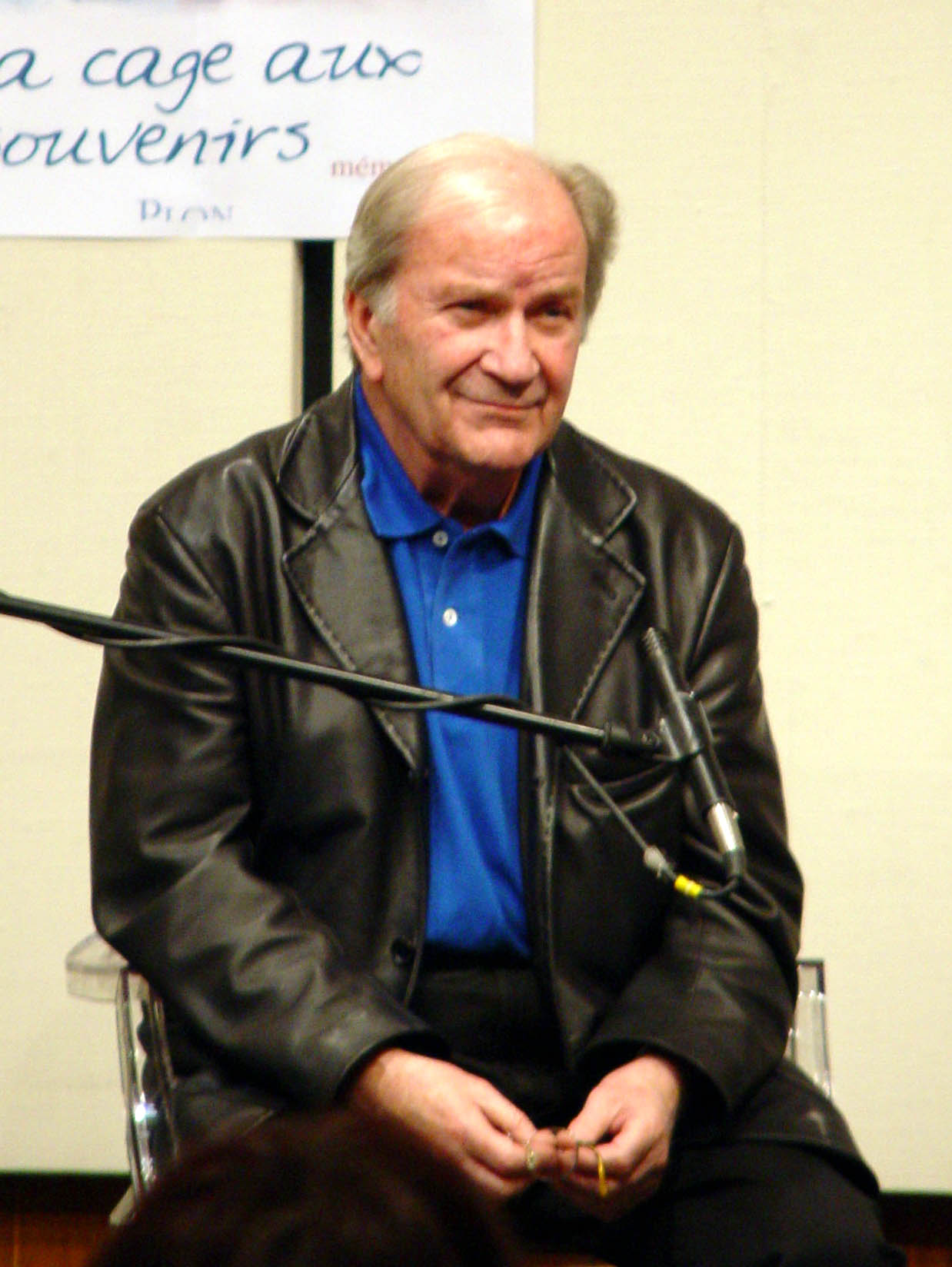
Pierre Mondy, président du jury

- Pierre Mondy (président), comédien
- Mathilda May, comédienne
- Astrid Veillon, comédienne
- Alexandra Kazan, comédienne
- Philippe Caroit, comédien
- Thierry Redler, comédien
- Jean-Marc Thibault, comédien
- Henri Helman, réalisateur
- Laurent Petitgirard, compositeur

## En compétition
Les fictions suivantes étaient en compétition, :

### Téléfilms
- Le Divin Enfant (M6), de Stéphane Clavier
- Les Faux-fuyants (France 3), de Pierre Boutron
- L'Héritière (France 3), de Bernard Rapp
- Les Petites Mains (France 2 / Arte), de Lou Jeunet
- Sang d'encre (M6), de Didier Le Pêcheur

### Séries de 90 minutes
- Une femme d'honneur (TF1)
- Les Duettistes (TF1) - épisode Le Môme, réalisé par Denys Granier-Deferre

### Séries de 52 minutes
- Central Nuit (France 2)
- Le Lycée (M6) - épisode Question de regard, réalisé par Étienne Dhaene

### Mini séries
- Nana (France 2), d'Édouard Molinaro
- Le grand magasin (France 2), de Bertrand Arthuys
- Les Semailles et les Moissons (France 2), de Christian François

## Présentés hors compétition
Les œuvres suivantes ont été présentées hors compétition : 
- Résurrection (Resurrezione) (RAI), de Paolo et Vittorio Taviani
- Madame de… (France 2), de Jean-Daniel Verhaeghe
- Mausolée pour une garce (France 3), d'Arnaud Sélignac
- L'Algérie des chimères (Arte), de François Luciani

## Palmarès
Le jury a décerné les prix suivants :
- Meilleur téléfilm : Les Petites Mains
- Meilleure série de 90 minutes : Les Duettistes - épisode Le Môme
- Meilleure mini série : Nana
- Meilleure série de 52 minutes : Le Lycée - épisode Question de regard
- Meilleur comédien : Laurent Spielvogel pour Les Faux-fuyants (à l'unanimité)
- Meilleure comédienne : Géraldine Pailhas pour L'Héritière (à l'unanimité)
- Meilleure réalisation : Didier Le Pêcheur pour Sang d'encre (à l'unanimité)
- Meilleur scénario : Jean-Luc Goossens pour Le Divin Enfant
- Meilleure musique : Nicolas Gerber pour Sang d'encre
- Révélation et découverte : Adrien Aumont pour Le Divin Enfant et Elsa Kikoïne pour Les Semailles et les Moissons
- Prix spécial du jury et de la ville de Saint-Tropez : Les Faux-fuyants